# Прапор Хмільника
Пра́пор Хмільника — один з офіційних символів міста Хмільник Вінницької області, затверджений 26 грудня 1996 року рiшенням сесії міської ради.  Автор проєкту — В. М. Напиткін.

## Опис
На синьому квадратному полотнищі біла мурована вежа, огороджена білою мурованою фортечною стіною.